# Łukasz Kośmicki
Łukasz Kośmicki (ur. 9 września 1968 w Szamotułach) – polski operator filmowy i telewizyjny, zajmuje się również reżyserowaniem filmów reklamowych. Absolwent Wydziału Operatorskiego i Realizacyjnego Telewizyjnej Państwowej Wyższej Szkoły Filmowej, Telewizyjnej i Teatralnej w Łodzi.

## Filmografia

### Reżyseria
- 1920 Bitwa warszawska (2011) - współpraca reżyserska
- Rodzinka.pl (2011-2012)
- Ukryta gra (2019)

### Scenarzysta
- Dom zły (2009)

### Zdjęcia
- 1920 Bitwa warszawska (2011) - II ekipa
- W roli Boga (2010)
- Haker (2002)
- Sezon na leszcza (2000)
- W sercu ukrył miasto (1999)
- Billboard (1998)
- Gniew (1998)
- Stan zapalny (1997)
- Wieczór z lalką (1997)
- Departament IV (1996)
- Drugie zabicie psa (1996)
- Gry uliczne (1996)
- Postcard from Berlin (1996)
- Poznań 56 (1996)
- Król Mięsopust (1995)